# 雪莉·哈德曼
雪莉·哈德曼（英語：Shirley Hardman，1928年7月24日—2019年7月19日），新西兰女子田径运动员。她曾代表新西兰参加1950年大英帝国运动会田径比赛，获得女子4×440码接力银牌。